# Myotis rosseti
Myotis rosseti  (Oey, 1951) è un pipistrello della famiglia dei Vespertilionidi diffuso in Indocina.

## Descrizione

### Dimensioni
Pipistrello di piccole dimensioni, con la lunghezza della testa e del corpo tra 36 e 38 mm, la lunghezza dell'avambraccio tra 29 e 31 mm, la lunghezza della coda tra 35 e 38 mm, la lunghezza del piede di 7 mm, la lunghezza delle orecchie tra 13 e 14 mm e un peso fino a 6 g.

### Aspetto
La pelliccia è corta. Le parti dorsali sono bruno-grigiastre mentre le parti ventrali sono più chiare, con la base dei peli marrone scura. Il muso è rosato. Le orecchie sono grigio scure, lunghe e a forma di imbuto. Il trago è largo alla base, angolato in avanti ed affusolato verso l'estremità. Le membrane alari sono attaccate posteriormente alla base delle dita dei piedi i quali sono relativamente piccoli. Un grosso cuscinetto rotondo è presente alla base del pollice, mentre uno più piccolo di forma triangolare è posto sulla pianta del piede. La lunga coda è completamente inclusa nell'ampio uropatagio. Ha soltanto un paio di premolari superiori ed inferiori.

## Biologia

### Comportamento
Si rifugia negli edifici, nelle cavità degli alberi e nelle canne di Bambù.

### Alimentazione
Si nutre di insetti catturati in zone disturbate e su piccoli corsi d'acqua.

### Riproduzione
Femmine catturate in novembre avevano segni di allattamento, il che fa supporre che le nascite avvengano tra la fine dell'estate e gli inizi dell'autunno, quindi con un probabile ciclo riproduttivo poliestro.

## Distribuzione e habitat
Questa specie è diffusa nella Thailandia centrale, Cambogia, Laos e Vietnam meridionali.

## Conservazione
La IUCN Red List, considerato il vasto areale ed alla tolleranza agli ambienti frequentati dall'uomo, classifica M.rosseti come specie a rischio minimo (Least Concern)).